# Acropimpla pronexus
Acropimpla pronexus là một loài tò vò trong họ Ichneumonidae.